# کرین (کنتاکی)
کرین (به انگلیسی: Crayne) یک منطقهٔ مسکونی در ایالات متحده آمریکا است که در شهرستان کریتندن، کنتاکی واقع شده‌است. کرین ۲٫۹۰ کیلومتر مربع مساحت و ۱۷۳ نفر جمعیت دارد و ۱۹۵٫۰۷ متر بالاتر از سطح دریا واقع شده‌است.